# Cryptanthus warasii
Espèce
Cryptanthus warasii est une espèce de plantes de la famille des Bromeliaceae, endémique du Brésil et décrite en 1978 par le botaniste brésilien Edmundo Pereira.

## Distribution
L'espèce est endémique de l'État de Minas Gerais à l'est du Brésil.

## Habitat
L'espèce est épilithe.